# Ť
Ť, ť — літера чеського та словацького алфавіту. Відповідно до Міжнародного фонетичного алфавіту, позначає глухий приголосний c.
IN в чеському алфавітному порядку вони зазвичай розглядаються як T без гачка (згідно з ČSN 97 6030 z 1994).
У чеській мові ť у комбінації ť + i зустрічається лише у словах ромського та китайського походження (наприклад, тай-чі) комбінацій ť + í, ť + e та ť + ě не існує.
Разом з Ď йдеться про єдині літери, які мають (з дотриманням правильної типографіки, тобто не при використанні друкарської машинки) два переплетених варіанти гачка - звичайний гачок у версії, в мізерний варіант так званого маленького гачка або петлі (де-факто маленький, щільно прилягаючий апостроф).
Приголосний походить у слов’янських мовах зі схожими звуками, але графічно різними, наприклад, у польській «ć».

## Технічні параметри

«Чеським шрифтом Брайля

Відповідно до ISO 8859-2 позиція має 141 велику і 157 малу. У Unicode знаходиться під кодовим номером U + 0164 великий, відповідно. U + 0165 малий.